# Église Saint-Martin d'Hayange
L'église Saint-Martin est une église catholique romaine achevée en 1884, située à Hayange (Moselle).

## Localisation
L'église est située dans le département français de la Moselle, sur la commune de Hayange.

## Historique
L'église est construite en 1883, sous le règne de l'empereur Guillaume Ier pendant la première annexion à l'Empire allemand, l’ancienne église datant de 1771 se révélant trop petite. Afin d'exprimer la francophilie de la population, la puissante famille de maîtres de forges originaire de Hayange De Wendel — dont l'hôtel particulier parisien était situé rue de Clichy — demandèrent à l'architecte Rémy Jacquemin de s'inspirer de l'église de la Sainte-Trinité de Paris, leur paroisse parisienne. De style éclectique, la première pierre est posée le 12 juin 1883. Elle est consacrée par Mgr François-Louis Fleck en 1884.
L’orgue Opus 100 de la firme Dalstein-Haerpfer, également financé par la famille de Wendel, est le plus grand orgue de Moselle. Il a été installé et béni en 1894,. L'église paroissiale Saint-Martin est inscrite au titre des monuments historiques le 12 mars 2008.

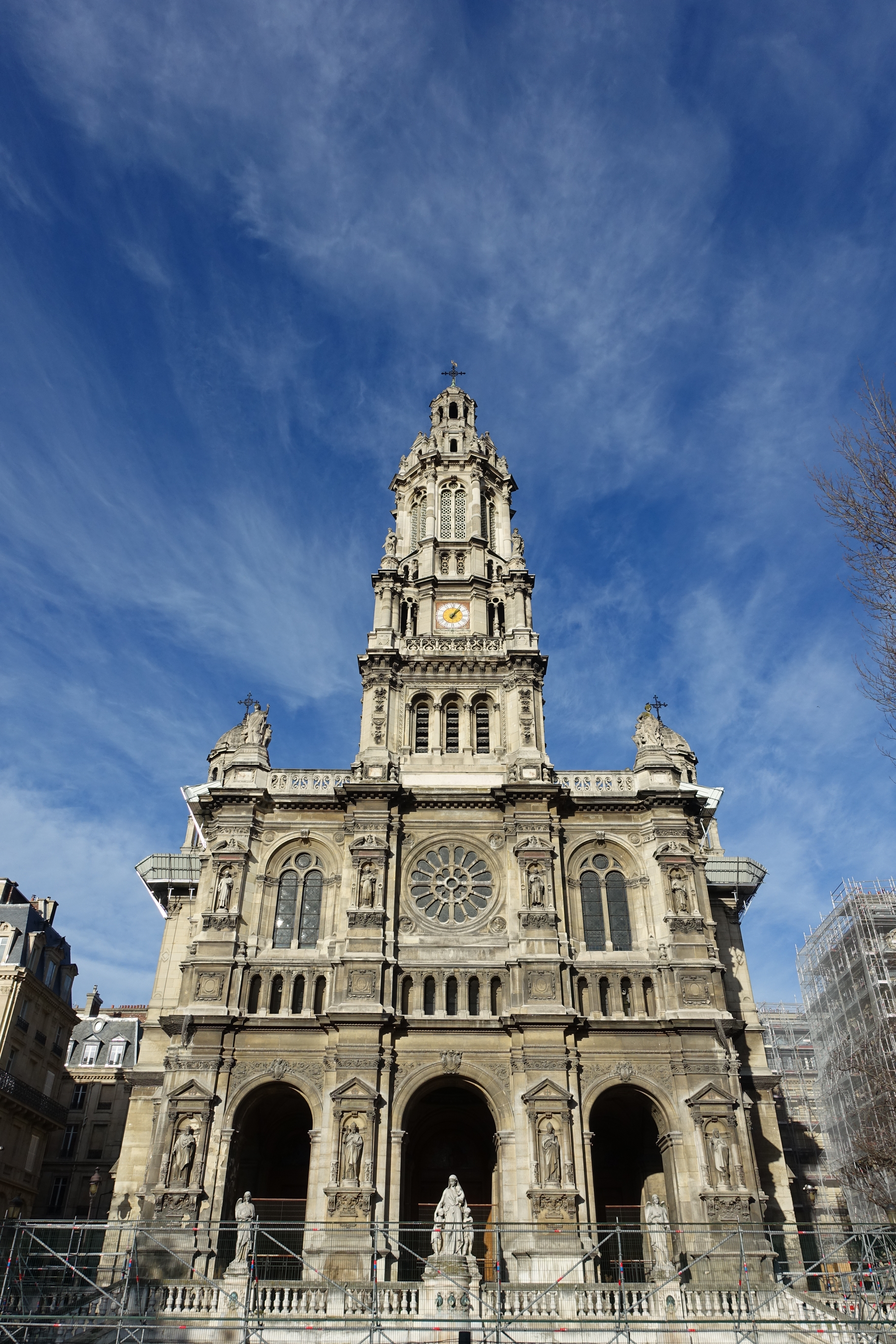
L'église de la Sainte-Trinité de Paris (1867), dont l'architecture a inspiré celle de l'église Saint-Martin.